# گوردو-لوسور جی‌ال.۲
گوردو-لوسور جی‌ال. ۲ (به انگلیسی: Gourdou-Leseurre_GL.2) یک هواگرد ملخ‌پیشین تک‌موتوره از نوع جنگنده ساخت شرکت Gourdou-Leseurre است. هواگرد گوردو-لوسور جی‌ال. ۲ نخستین پروازش را در ۱۹۱۸ میلادی انجام داد.